# John Ambrose Meyer
John Ambrose Meyer (* 15. Mai 1899 in Baltimore, Maryland; † 2. Oktober 1969 ebenda) war ein US-amerikanischer Politiker. Von 1941 bis 1943 vertrat er den Bundesstaat Maryland im US-Repräsentantenhaus.

## Werdegang
John Meyer besuchte die öffentlichen Schulen seiner Heimat und die Loyola High School.  Während des Ersten Weltkrieges war er Soldat im militärischen Ausbildungsprogramm, das der Georgetown University in der Bundeshauptstadt Washington, D.C. angegliedert war. Danach besuchte er bis 1921 das Loyola College in Baltimore. Nach einem anschließenden Jurastudium an der University of Maryland und seiner 1922 erfolgten Zulassung als Rechtsanwalt begann er in Baltimore in diesem Beruf zu arbeiten. Von 1929 bis 1935 war er Verkehrsrichter seiner Heimatstadt. In den Jahren 1939 und 1940 fungierte als einer der juristischen Vertreter Baltimores. Gleichzeitig schlug er als Mitglied der Demokratischen Partei eine politische Laufbahn ein.
Bei den Kongresswahlen des Jahres 1940 wurde Meyer im vierten Wahlbezirk von Maryland in das US-Repräsentantenhaus in Washington gewählt, wo er am 3. Januar 1941 die Nachfolge von Ambrose Jerome Kennedy antrat. Da er im Jahr 1942 nicht zur Wiederwahl nominiert wurde, konnte er bis zum 3. Januar 1943 nur eine Legislaturperiode im Kongress absolvieren. Diese war von den Ereignissen des Zweiten Weltkrieges geprägt. Nach dem Ende seiner Zeit im US-Repräsentantenhaus arbeitete Meyer zunächst für das Office of Price Administration und praktizierte dann wieder als Anwalt. Er starb am 2. Oktober 1969 in Baltimore, wo er auch beigesetzt wurde.